# Skisprungsaison 1967/68
Der Artikel über die Skisprungssaison 1967/68 ist eine Übersicht zu den wichtigsten Skisprungwettbewerben der Wintersportsaison 1967/68. Die Wettkämpfe bei den Olympischen Winterspielen in Grenoble waren der Saisonhöhepunkt. Auch die Vierschanzentournee, die Salpausselkä-Skispiele sowie das 	Holmenkollen-Skifestival in Oslo galten als herausragende Wettbewerbe.
Es waren drei Skiflug-Wettbewerbe in dieser Saison geplant – keiner konnte wie geplant durchgeführt werden. Auf dem Kulm in Bad Mitterndorf ereignete sich bereits bei Probesprüngen am ersten Tag ein schwerer Unfall, als der Norweger Ronald Jensen in der Luft seine Ski  verlor und hart auf dem Hang aufschlug. Anschließend beschlossen Jury und Mannschaftsführer, die Konkurrenz zu verschieben. Später musste ein weiterer Start verschoben werden. Letztlich gingen vier Sprünge in die Wertung. Bei der Skiflug-Woche in Vikersund kam es hingegen zu keinem Ergebnis. Der Wettbewerb musste abgesagt werden. Im Rahmen des Skifliegens um den Janez-Poldar-Pokal sind in Planica bei einer Lawinenkatastrophe mehrere Menschen verschüttet worden und teils tödlich verunglückt.

## Wettbewerbsübersicht

### A-Klasse-Springen
| Datum             | Austragungsort         | Schanze                   | Bemerkung                | Sieger             | Zweiter            | Dritter          | Beleg         |
| ----------------- | ---------------------- | ------------------------- | ------------------------ | ------------------ | ------------------ | ---------------- | ------------- |
| 31. Dezember 1967 | Oberstdorf             | Schattenbergschanze       | Vierschanzentournee      | Dieter Neuendorf   | Lars Grini         | Bjørn Wirkola    | [ 5 ]         |
| 1. Januar 1968    | Garmisch-Part.         | Große Olympiaschanze      | Vierschanzentournee      | Bjørn Wirkola      | Dieter Neuendorf   | Reinhold Bachler | [ 6 ]         |
| 6. Januar 1968    | Innsbruck              | Bergiselschanze           | Vierschanzentournee      | Gari Napalkow      | Bjørn Wirkola      | Jiří Raška       | [ 7 ]         |
| 7. Januar 1968    | Bischofshofen          | Paul-Außerleitner-Schanze | Vierschanzentournee      | Jiří Raška         | Anatoli Scheglanow | Zbyněk Hubač     | [ 8 ]         |
|                   | Tournee-Gesamtwertung: | Tournee-Gesamtwertung:    | Vierschanzentournee      | Bjørn Wirkola      | Jiří Raška         | Dieter Neuendorf | [ 9 ]         |
| 11. Februar 1968  | Autrans                | Le Claret                 | Olympische Winterspiele  | Jiří Raška         | Reinhold Bachler   | Baldur Preiml    | [ 10 ] [ 11 ] |
| 18. Februar 1968  | Saint Nizier           | Tremplin du Dauphiné      | Olympische Winterspiele  | Wladimir Beloussow | Jiří Raška         | Lars Grini       | [ 12 ] [ 13 ] |
| 3. März 1968      | Lahti                  | Intiaanikukkula           | Salpausselkä-Skispiele 1 | Veikko Kankkonen   | Lars Grini         | Rudolf Höhnl     | [ 14 ] [ 15 ] |
| 17. März 1968     | Oslo                   | Holmenkollbakken          | Holmenkollen-Skifestival | Wladimir Beloussow | Bjørn Wirkola      | Ludvik Zajc      | [ 16 ] [ 17 ] |

### Weitere internationale Springen
| Datum             | Austragungsort           | Schanze                      | Bemerkung                                | Sieger                              | Zweiter                             | Dritter                             | Beleg           |
| ----------------- | ------------------------ | ---------------------------- | ---------------------------------------- | ----------------------------------- | ----------------------------------- | ----------------------------------- | --------------- |
| 26. November 1967 | Elverum                  | Savallenbakken               | Saisoneröffnung                          | Bent Tomtum                         | Józef Przybyła                      | Sławomir Kardas                     | [ 19 ] [ 20 ]   |
| 26. Dezember 1967 | St. Moritz               | Olympiaschanze               | Weihnachtsspringen                       | Kjell Sjöberg                       | Baldur Preiml                       | Josef Zehnder                       | [ 21 ] [ 22 ]   |
| 28. Dezember 1967 | Ruhpolding               | Große Zirmbergschanze        | Bayern-Pokal                             | Kjell Sjöberg                       | Marjan Mesec                        | Peter Štefančič                     | [ 23 ] [ 24 ]   |
| 28. Dezember 1967 | Engelberg                | Klein-Titlis-Schanze K62     | Nachtspringen                            | Josef Zehnder                       | Willy Schuster                      | Heribert Schmid                     | [ 25 ] [ 26 ]   |
| 13. Januar 1968   | Maribor                  | Pekrska Gorca                | Kärntnerisch-Slowenische Springertournee | Reinhold Bachler                    | Peter Eržen                         | Marjan Pečar                        | [ 27 ] [ 28 ]   |
| 15. Januar 1968   | Feldkirchen              | Kurikkala-Schanze            | Kärntnerisch-Slowenische Springertournee | Peter Eržen                         | Ludvik Zajc                         | Peter Štefančič                     | [ 29 ] [ 30 ]   |
| 16. Januar 1968   | Villach                  | Villacher Alpenarena         | Kärntnerisch-Slowenische Springertournee | Peter Eržen                         | Reinhold Bachler                    | Ernst Kröll                         | [ 31 ] [ 32 ]   |
|                   | Tournee-Gesamtwertung:   | Tournee-Gesamtwertung:       | Kärntnerisch-Slowenische Springertournee | Peter Eržen                         | Peter Štefančič                     | Ludvik Zajc                         | [ 32 ]          |
| 14. Januar 1968   | Morteau                  | Tremplin de Morteau          | Coupe Klaus 1                            | Giacomo Aimoni                      | Gilbert Poirot                      | Albino Bazzana                      | [ 33 ]          |
| 17. Januar 1968   | Štrbské Pleso            | MS 1970 B                    | Springertournee der Freundschaft         | Wladimir Beloussow                  | Jiří Raška                          | Anatoli Scheglanow                  | [ 34 ] [ 35 ]   |
| 19. Januar 1968   | Štrbské Pleso            | MS 1970 A                    | Springertournee der Freundschaft         | Jiří Raška                          | Anatoli Scheglanow                  | Zbyněk Hubač                        | [ 36 ] [ 35 ]   |
| 21. Januar 1968   | Banská Bystrica          | Srnková                      | Springertournee der Freundschaft         | Wladimir Beloussow                  | Jiří Raška                          | Alexander Iwannikow                 | [ 37 ] [ 35 ]   |
|                   | Tournee-Gesamtwertung: 2 | Tournee-Gesamtwertung: 2     | Springertournee der Freundschaft         | Jiří Raška                          | Wladimir Beloussow                  | Anatoli Scheglanow                  | [ 35 ]          |
| 21. Januar 1968   | Le Brassus               | La Chirurgienne              |                                          | Gilbert Poirot                      | Alain Macle                         | Maurice Arbez                       | [ 38 ] [ 39 ]   |
| 22. Januar 1968   | Willingen                | Mühlenkopfschanze            |                                          | Günther Göllner                     | Marjan Mesec                        | Henrik Ohlmeyer                     | [ 40 ] [ 41 ]   |
| 24. Januar 1968   | Innsbruck                | Bergiselschanze              | Universiade                              | Hiroshi Itagaki                     | Masakatsu Asari                     | Yukio Kasaya                        | [ 42 ] [ 43 ]   |
| 27. Januar 1968   | Wisła                    | Malinka                      | Beskiden-Tour                            | Józef Kocyan                        | Józef Przybyła                      | Jürgen Dommerich                    | [ 44 ] [ 45 ]   |
| 28. Januar 1968   | Szczyrk                  | Skalite                      | Beskiden-Tour                            | Josef Tonhauser                     | Jürgen Dommerich                    | Józef Kocyan                        | [ 46 ] [ 47 ]   |
|                   | Tournee-Gesamtwertung:   | Tournee-Gesamtwertung:       | Beskiden-Tour                            | Józef Kocyan                        | Józef Przybyła                      | Jürgen Dommerich                    | [ 47 ] [ 48 ]   |
| 28. Januar 1968   | Cortina d’Ampezzo        | Trampolino Italia            | Grand Prix des Nations                   | Jiří Raška                          | Reinhold Bachler                    | Giacomo Aimoni                      | [ 49 ] [ 50 ]   |
| 31. Januar 1968   | St. Moritz               | Olympiaschanze               | Grand Prix des Nations                   | Jiří Raška                          | Zbyněk Hubač                        | Knut Kongsgård                      | [ 51 ] [ 52 ]   |
| 4. Februar 1968   | Chamonix                 | Tremplin du Mont             | Grand Prix des Nations                   | Günther Göllner                     | Rudolf Höhnl                        | Gilbert Poirot                      | [ 53 ] [ 54 ]   |
|                   | Tournee-Gesamtwertung: 3 | Tournee-Gesamtwertung: 3     | Grand Prix des Nations                   | Jiří Raška                          | Rudolf Höhnl                        | Günther Göllner                     | [ 55 ]          |
| 30. Januar 1968   | Schmiedefeld             | Walter-Ulrbicht-Naturschanze |                                          | Wladimir Beloussow                  | Dieter Scharf                       | Anatoli Scheglanow                  | [ 56 ] [ 57 ]   |
| 3. Februar 1968   | Oberhof                  | Rennsteigschanze             |                                          | Gari Napalkow                       | Peter Lesser                        | Heinz Schmidt                       | [ 58 ] [ 59 ]   |
| 4. Februar 1968   | Prémanon                 | Les Tuffes                   | Junioren-EM                              | Knut Kongsgård                      | Torbjörn Hedberg                    | Ernst Kröll                         | [ 60 ] [ 61 ]   |
| 25. Februar 1968  | Falun                    | Källviksbacken               | Schwedische Skispiele                    | Jan Olaf Roaldset                   | Topi Mattila                        | Paavo Maunu                         | [ 62 ] [ 63 ]   |
| 25. Februar 1968  | Westby                   | Snowflake                    |                                          | Bjørn Wirkola                       | Christoffer Selbekk                 | Willy Johansen                      | [ 64 ] [ 65 ]   |
| 3. März 1968      | Bad Mitterndorf          | Kulm                         | Skiflug-Woche                            | Zbyněk Hubač                        | Reinhold Bachler                    | Jiří Raška                          | [ 66 ] [ 67 ]   |
| 3. März 1968      | Eau Claire               | Hendrickson Hill             |                                          | Bjørn Wirkola                       | Christoffer Selbekk                 | Dag Helgestad                       | [ 68 ] [ 69 ]   |
| 6. März 1968      | Sapporo                  | Ōkurayama-Schanze            |                                          | Heini Ihle                          | Takashi Fujisawa                    | Dalibor Motejlek                    | [ 70 ] [ 71 ]   |
| 7. März 1968      | Sapporo                  | Ōkurayama-Schanze            | Televisionscup                           | Seiji Aochi                         | Heini Ihle                          | Takashi Fujisawa                    | [ 72 ] [ 73 ]   |
| 7. März 1968      | Kaipola                  | Pitkävuori-Schanze           |                                          | Raimo Ekholm                        | Rudolf Doubek                       | Seppo Reijonen                      | [ 74 ]          |
| 8. März 1968      | Sapporo                  | Ōkurayama-Schanze            | HBC-Cup                                  | Takashi Fujisawa                    | Baldur Preiml                       | Dalibor Motejlek                    | [ 75 ] [ 76 ]   |
| 10. März 1968     | Sapporo                  | Ōkurayama-Schanze            | Miyasama-Games                           | Akitsugu Konno                      | Takashi Fujisawa                    | ?                                   | [ 77 ] [ 78 ]   |
| 9./10. März 1968  | Vikersund                | Vikersundbakken              | Skiflug-Woche                            | abgesagt wegen schlechter Witterung | abgesagt wegen schlechter Witterung | abgesagt wegen schlechter Witterung | [ 4 ] [ 79 ]    |
| 9. März 1968      | Zakopane                 | Wielka Krokiew               | Czech-Marusarzówna-Memorial              | Horst Queck                         | Józef Przybyła                      | Dieter Scharf                       | [ 80 ] [ 81 ]   |
| 10. März 1968     | Zakopane                 | Wielka Krokiew               | Czech-Marusarzówna-Memorial              | Józef Przybyła                      | Horst Queck                         | Bohumil Doležal                     | [ 82 ] [ 83 ]   |
| 10. März 1968     | Kuopio                   | Puijo-Schanze                | Puijo-Winterspiele                       | Willy Schuster                      | Juhani Ruotsalainen                 | Juhani Putkonen                     | [ 84 ] [ 85 ]   |
| 10. März 1968     | Iron Mountain            | Pine Mountain Jump           |                                          | Christoffer Selbekk                 | Tom Hillier                         | Willy Johansen                      | [ 86 ] [ 87 ]   |
| 12. März 1968     | Odnes                    | Odnesbakken                  | Flubergrennet                            | Bjørn Wirkola                       | Lars Grini                          | Jan Olaf Roaldset                   | [ 88 ] [ 89 ]   |
| 23. März 1968     | Planica                  | Skakalnica Stano Pelan       | Kongsberg-Cup 4                          | Jiří Raška                          | Josef Matouš                        | Dieter Scharf                       | [ 90 ] [ 91 ]   |
| 24. März 1968     | Rovaniemi                | Ounasvaara-Schanze           | Ounasvaara Spiele                        | Wladimir Beloussow                  | Juhani Ruotsalainen                 | Alexander Iwannikow                 | [ 92 ] [ 93 ]   |
| 24. März 1968     | Planica                  | Bloudkova Velikanka          | Memoriał Janeza Poldy                    | Jiří Raška                          | Josef Matouš                        | Willy Schuster                      | [ 94 ] [ 4 ]    |
| 31. März 1968     | Štrbské Pleso            | MS 1970 A                    | Tatra-Pokal                              | Jiří Raška                          | Josef Matouš                        | Dieter Scharf                       | [ 95 ] [ 96 ]   |
| 6. April 1968     | Feldberg                 | Schanze im Fahler Loch NS    |                                          | Heini Ihle                          | Ernst Wursthorn                     | Ralph Pöhland                       | [ 97 ] [ 98 ]   |
| 7. April 1968     | Feldberg                 | Schanze im Fahler Loch GS    |                                          | Reinhold Bachler                    | Henrik Ohlmeyer                     | Günther Göllner                     | [ 99 ] [ 97 ]   |
| 7. April 1968     | Oberwiesenthal           | Fichtelbergschanze           | Freie Presse Pokal                       | Heinz Schmidt                       | Rudolf Höhnl                        | Horst Queck                         | [ 100 ] [ 101 ] |
| 13. April 1968    | Riezlern                 | Köpfleschanze                | Osterspringen                            | Willy Schuster                      | Heini Ihle                          | Wolfgang Schüller                   | [ 102 ] [ 103 ] |

## Schanzenrekorde
| Ort            | Schanze                | Name               | Weite   | aufgestellt am    | Beleg           |
| -------------- | ---------------------- | ------------------ | ------- | ----------------- | --------------- |
| Elverum        | Savallenbakken         | Bent Tomtum        | 052,5 m | 26. November 1967 | [ 20 ] [ 105 ]  |
| Garmisch-Part. | Große Olympiaschanze   | Bjørn Wirkola      | 092,5 m | 1. Januar 1968    | [ 106 ]         |
| Odnes          | Odnesbakken            | Bjørn Wirkola      | 104,0 m | 14. Januar 1968   | [ 107 ]         |
| Lenk           | Wildhornschanze        | Josef Zehnder      | 063,5 m | 14. Januar 1968   | [ 108 ]         |
| Langenbruck    | Freichelen Schanze     | Heribert Schmid    | 070,0 m | 28. Januar 1968   | [ 109 ]         |
| Hinwil         | Bachtel-Schanze        | Josef Zehnder      | 059,5 m | 5. Februar 1968   | [ 110 ]         |
| Mandal         | Løkkebakken            | Per Bjørnstad      | 056,0 m | 10. Februar 1968  | [ 111 ]         |
| Skimt          | Møllebakken            | Tom Hjerpset       | 060,0 m | 10. Februar 1968  | [ 112 ]         |
| Autrans        | Le Claret              | Baldur Preiml      | 080,0 m | 11. Februar 1968  | [ 11 ] [ 113 ]  |
| Saint Nizier   | Tremplin du Dauphiné   | Wladimir Beloussow | 101,5 m | 18. Februar 1967  | [ 13 ]          |
| Westby         | Snowflake              | Bjørn Wirkola      | 103,0 m | 25. Februar 1968  | [ 65 ]          |
| Eau Claire     | Hendrickson Hill       | Bjørn Wirkola      | 063,0 m | 4. März 1968      | [ 114 ]         |
| Kuopio         | Puijo-Schanze          | Willy Schuster     | 096,5 m | 10. März 1968     | [ 84 ]          |
| Zakopane       | Wielka Krokiew         | Józef Przybyła     | 108,5 m | 10. März 1968     | [ 83 ]          |
| Oslo           | Holmenkollbakken       | Bjørn Wirkola      | 091,0 m | 17. März 1968     | [ 115 ] [ 116 ] |
| Planica        | Skakalnica Stano Pelan | Jiří Raška         | 096,0 m | 23. März 1968     | [ 117 ]         |
| Dalsbygda      | Nonsåbakken            | Bjørn Wirkola      | 063,5 m | 13. April 1968    | [ 118 ]         |
| Våler          | Gjerdrumsbakken        | Bjørn Wirkola      | 086,5 m | 15. April 1968    | [ 119 ]         |